# Abraxas nigralbata
Abraxas nigralbata är en fjärilsart som beskrevs av Edward Alfred Cockayne 1951. Abraxas nigralbata ingår i släktet Abraxas och familjen mätare. Inga underarter finns listade i Catalogue of Life.